# Kamil Otowski
Kamil Otowski est un nageur handisport polonais né le 29 octobre 1999. Il participe aux Jeux paralympiques de Tokyo puis aux Jeux paralympiques d'été de 2024 à Paris où il remporte la médaille d'or au 100 mètres dos S1.

## Carrière
Kamil Otowski commence le sport à l'âge de 10 ans. Il étudie le droit à l'université Kozminski de Varsovie.
En 2015, il participe aux Championnats du monde de natation handisport de Glasgow, puis à ceux de Mexico en 2017, de Londres en 2019, et ceux de Funchal en 2022 où il obtient son premier podium mondial avec une médaille de bronze en 200 m nage libre S2,. À Manchester en 2023, il remporte deux courses, les 50 m et 100 m dos S1,.
Il participe aux Jeux paralympiques d'été de 2020 à Tokyo où il participe à trois courses et termine au mieux à la 5e place en 200 m nage libre S2. Le 29 août 2024, lors des Jeux paralympiques de Paris, il remporte la médaille d’or en 100 mètres dos S1 avec 16 secondes d'avance sur le second, l'ukrainien Anton Kol, l'italien Francesco Betella terminant à la troisième place,.